# ひたちなか市
ひたちなか市（ひたちなかし）は、茨城県の県央地域に位置する市。1994年（平成6年）11月1日に勝田市と那珂湊市が合併して発足した。

## 概要
旧勝田市は日立製作所の企業城下町として発展した工業都市であり、市民の多くが日立製作所と関連企業に勤め、現在でもその割合は高い。水戸市のベッドタウンでもあり、郊外型店舗が進出している。また、北関東自動車道の起点である茨城港常陸那珂港区（中核国際港湾・重要港湾）の整備が進んでいる。
旧那珂湊市は水産業を主な産業とし、また、観光資源としては平磯海水浴場・姥の懐（うばのふところ）マリンプールの他に阿字ヶ浦という有名海水浴場を持つ。かつてはサーファーが多く集まり賑わったが、最近は茨城港の開発の結果、阿字ヶ浦は海岸が侵食傾向にあり、毎年砂を補充している。
ひたちなか地区にある国営ひたち海浜公園は、春のネモフィラや秋のコキア（ホウキグサ）でも知られる。

## 地理
茨城県の中央部からやや北東、水戸市の東隣に位置する。南部の那珂川周辺および東部の太平洋沿岸の低地地区と、那珂台地と呼ばれる平坦な台地地区から成り、全域が関東平野に属する。
- 河川：那珂川、中丸川
- 海浜：平磯海岸、磯崎海岸、阿字ヶ浦海岸

### 市名の由来
旧国名の「常陸」の中心に位置することと、かつて那珂郡に属していた地域であることにちなむ。
勝田市と那珂湊市の合併協議当時、漢字表記の「常陸那珂市」、二つ合わせた「勝田湊市」、人口の多い「勝田市」の案、また「いばらき市」「なか市」なども候補に挙げられたが、県内ではつくば市に続く2番目のひらがな市名に落ち着いた。

### 隣接している自治体
- 水戸市
- 那珂市
- 東茨城郡大洗町
- 那珂郡東海村

## 歴史
- 歴史は古く、石室内の彩色壁画で有名な虎塚古墳など古代からの遺跡が残っている。
- 市内武田は甲斐源氏発祥の地である。
- 戦国時代に佐竹氏の領地となる。
- 江戸時代に水戸藩領となり、那珂湊は水戸の外港として栄えた。
- 近代になると勝田に日立製作所の工場が多数建ち、工業が盛んになる。
- 日本陸軍の演習場・飛行場・飛行学校、日立兵器株式会社の工場が置かれた。
- 勝田は第二次世界大戦末期にアメリカ海軍・イギリス海軍による艦砲射撃を受けた（日立艦砲射撃）。

### 沿革

#### ひたちなか市発足以前
- 1897年（明治30年）
  - 2月25日 - 日本鉄道磐城線（現・常磐線）の水戸駅 - 平駅（現・いわき駅）間が開業し、現市域に佐和駅が設置。
  - 11月16日 - 太田鉄道（現・水郡線）の水戸駅 - 久慈川駅[注 2]間が開業し、現市域に青柳駅（現・常陸青柳駅）が設置[5]。
- 1910年（明治43年）3月18日：常磐線水戸駅 - 佐和駅間に勝田駅が開業[6][注 3]。
- 1913年（大正2年）12月25日 - 湊鉄道（現在のひたちなか海浜鉄道湊線）勝田駅 - 那珂湊駅間が開業[7]。順次延伸され、1928年（昭和3年）7月17日に阿字ヶ浦駅まで開業[8]。
- 1954年（昭和29年） - 勝田市・那珂湊市がそれぞれ発足（詳細な経緯は行政区域変遷節を参照）。発足当時（1954年末）の人口は、勝田市35,937人、那珂湊市32,787人[9]。
- 1991年（平成3年）10月5日 - 国営ひたち海浜公園が一部（70ha）開園。

#### ひたちなか市発足以後
- 1994年（平成6年）11月1日 - 勝田市と那珂湊市が合併し、ひたちなか市が発足。平成の大合併に先駆けて行われた合併で、平成初の新自治体発足となった[注 4]。合併直前（1994年10月1日時点）の人口は合計146,988人（勝田市114,685人、那珂湊市32,303人）[9]。
- 1995年（平成7年）
  - 6月 - 常陸那珂港（現：茨城港常陸那珂港区）が中核国際港湾となる[10]。
  - 11月1日 - ひたちなか市市章、ひたちなか市市民憲章を制定[1][11]。
- 1998年（平成10年）10月 - 常陸那珂港（現：茨城港常陸那珂港区）北ふ頭地区内貿バース供用開始[10]。
- 1999年（平成11年）7月 - 東水戸道路・常陸那珂有料道路全線供用開始[12]。
- 2000年（平成12年）4月 - 常陸那珂港（現：茨城港常陸那珂港区）北ふ頭地区外貿バース供用開始[10]。
- 2002年（平成14年）
  - 7月 - 勝田駅舎及び東西自由通路が供用開始[13]。
  - 国営ひたち海浜公園でネモフィラの植栽を開始[14]。
- 2006年（平成18年）10月22日 - コミュニティバス「スマイルあおぞらバス」の運行が開始[15]。
- 2008年（平成20年）
  - 4月1日 - ひたちなか海浜鉄道が開業[16][17]。
  - 12月 - 日立港、常陸那珂港、大洗港の三港が統合され、茨城港となる。常陸那珂港は茨城港常陸那珂港区に[10]。
- 2010年（平成22年）6月29日 - ひたちなか総合病院がリニューアル[18]。
- 2011年（平成23年）3月11日 - 東日本大震災（東北地方太平洋沖地震）が発生。ひたちなか市では最大震度6弱を観測[19]。ひたちなか市市内では死者2名、負傷者28名の人的被害が発生し、各地で建物被害、停電、断水等が発生[20]。
- 2012年（平成24年）6月 - 勝田駅東口再開発事業が竣工[21]。
- 2013年（平成25年）3月 - 勝田駅西口交通広場の整備が完了[13]。
- 2014年（平成26年）10月1日 - ひたちなか海浜鉄道湊線 高田の鉄橋駅が開業[16][22]。
- 2019年（令和元年）11月23日 - ほしいも神社が創建される[23]。
- 2021年（令和3年）
  - 1月15日 - ひたちなか海浜鉄道湊線の延伸に関する第一種鉄道事業許可申請が許可される[16][24]。
  - 3月13日 - 市内の小中学校が統合して開校したひたちなか市立美乃浜学園近くにひたちなか海浜鉄道湊線 美乃浜学園駅が開業[16][25][26]。
  - 6月19日 - 阿字ヶ浦駅に「ひたちなか開運鐡道神社」が完成[27]。
- 2023年（令和5年）9月2日 - 佐和駅東西自由通路及び新駅舎の供用開始[28]。

合併構想
- ひたちなか地区を共有する東海村との合併が長年の懸案となっている。また、生活圏や商圏をほぼ同じくする水戸市などとの合併への動きもかつてはみられた。[要出典]

### 行政区域変遷
※細かい境界の変遷は省略
- 変遷の年表

| ひたちなか市市域の変遷（年表） | ひたちなか市市域の変遷（年表） | ひたちなか市市域の変遷（年表） |
| 年                             | 月日                           | 現ひたちなか市市域に関連する行政区域変遷 |
| ------------------------------ | ------------------------------ | --- |
| 1889年（明治22年）             | 4月1日                         | 町村制施行により、以下の町村がそれぞれ発足。 - 勝田村 ← 三反田村・勝倉村・金上村・武田村 - 中野村 ← 柳沢村・部田野村・中根村・東石川村 - 川田村 ← 堀口村・市毛村・枝川村・津田村 - 佐野村 ← 田彦村・稲田村・佐和村・高場村・高野村 - 前渡村 ← 馬渡村・長砂村・足崎村・前浜村 - 湊町 ← 湊村単独で町制施行 - 平磯町 ← 平磯村単独で町制施行 |
| 1939年（昭和14年）             | 4月1日                         | 湊町が町名を改称し、那珂湊町となる。 |
| 1940年（昭和15年）             | 4月29日                        | 勝田村・中野村・川田村が合併し勝田町が発足。 |
| 1954年（昭和29年）             | 3月30日                        | 前渡村は前浜が那珂湊町に、前浜以外が勝田町に編入。 |
| 1954年（昭和29年）             | 3月31日                        | 那珂湊町は平磯町を編入。 - 同日、市制施行し那珂湊市となる。 |
| 1954年（昭和29年）             | 11月1日                        | 勝田町は佐野村を編入。 - 同日、市制施行し勝田市となる。 |
| 1994年（平成6年）              | 11月1日                        | 勝田市と那珂湊市が合併し、ひたちなか市が発足。 |

- 変遷表

| ひたちなか市市域の変遷（※細かい境界の変遷は省略） | ひたちなか市市域の変遷（※細かい境界の変遷は省略） | ひたちなか市市域の変遷（※細かい境界の変遷は省略） | ひたちなか市市域の変遷（※細かい境界の変遷は省略） | ひたちなか市市域の変遷（※細かい境界の変遷は省略） | ひたちなか市市域の変遷（※細かい境界の変遷は省略） | ひたちなか市市域の変遷（※細かい境界の変遷は省略） | ひたちなか市市域の変遷（※細かい境界の変遷は省略） |
| 1868年 以前                                       | 1868年 以前                                       | 明治元年 - 明治22年                               | 明治22年 4月1日                                   | 明治22年 - 昭和19年                               | 昭和20年 - 昭和64年                               | 平成元年 - 現在                                   | 現在                                              |
| ------------------------------------------------- | ------------------------------------------------- | ------------------------------------------------- | ------------------------------------------------- | ------------------------------------------------- | ------------------------------------------------- | ------------------------------------------------- | ------------------------------------------------- |
|                                                   | 勝倉村                                            | 勝倉村                                            | 勝田村                                            | 昭和15年4月29日 勝田町                            | 昭和29年11月1日 市制                              | 平成6年11月1日 ひたちなか市                       | ひたちなか市                                      |
|                                                   | 武田村                                            |                                                   | 勝田村                                            | 昭和15年4月29日 勝田町                            | 昭和29年11月1日 市制                              | 平成6年11月1日 ひたちなか市                       | ひたちなか市                                      |
|                                                   | 三反田村                                          | 明治19年 三反田村                                 | 勝田村                                            | 昭和15年4月29日 勝田町                            | 昭和29年11月1日 市制                              | 平成6年11月1日 ひたちなか市                       | ひたちなか市                                      |
|                                                   | 六ヶ新田 の一部                                   | 明治19年 三反田村                                 | 勝田村                                            | 昭和15年4月29日 勝田町                            | 昭和29年11月1日 市制                              | 平成6年11月1日 ひたちなか市                       | ひたちなか市                                      |
|                                                   | 明治19年 金上村                                   |                                                   | 勝田村                                            | 昭和15年4月29日 勝田町                            | 昭和29年11月1日 市制                              | 平成6年11月1日 ひたちなか市                       | ひたちなか市                                      |
|                                                   | 金上村                                            |                                                   | 勝田村                                            | 昭和15年4月29日 勝田町                            | 昭和29年11月1日 市制                              | 平成6年11月1日 ひたちなか市                       | ひたちなか市                                      |
|                                                   | 東石川村                                          | 東石川村                                          | 中野村                                            | 昭和15年4月29日 勝田町                            | 昭和29年11月1日 市制                              | 平成6年11月1日 ひたちなか市                       | ひたちなか市                                      |
|                                                   | 柳沢村                                            |                                                   | 中野村                                            | 昭和15年4月29日 勝田町                            | 昭和29年11月1日 市制                              | 平成6年11月1日 ひたちなか市                       | ひたちなか市                                      |
|                                                   | 部田野村                                          | 明治19年 部田野村                                 | 中野村                                            | 昭和15年4月29日 勝田町                            | 昭和29年11月1日 市制                              | 平成6年11月1日 ひたちなか市                       | ひたちなか市                                      |
|                                                   | 六ヶ新田 の一部                                   | 明治19年 部田野村                                 | 中野村                                            | 昭和15年4月29日 勝田町                            | 昭和29年11月1日 市制                              | 平成6年11月1日 ひたちなか市                       | ひたちなか市                                      |
|                                                   | 明治19年 中根村                                   |                                                   | 中野村                                            | 昭和15年4月29日 勝田町                            | 昭和29年11月1日 市制                              | 平成6年11月1日 ひたちなか市                       | ひたちなか市                                      |
|                                                   | 中根村                                            |                                                   | 中野村                                            | 昭和15年4月29日 勝田町                            | 昭和29年11月1日 市制                              | 平成6年11月1日 ひたちなか市                       | ひたちなか市                                      |
|                                                   | 堀口村                                            | 堀口村                                            | 川田村                                            | 昭和15年4月29日 勝田町                            | 昭和29年11月1日 市制                              | 平成6年11月1日 ひたちなか市                       | ひたちなか市                                      |
|                                                   | 枝川村                                            |                                                   | 川田村                                            | 昭和15年4月29日 勝田町                            | 昭和29年11月1日 市制                              | 平成6年11月1日 ひたちなか市                       | ひたちなか市                                      |
|                                                   | 津田村                                            |                                                   | 川田村                                            | 昭和15年4月29日 勝田町                            | 昭和29年11月1日 市制                              | 平成6年11月1日 ひたちなか市                       | ひたちなか市                                      |
|                                                   | 市毛村                                            |                                                   | 川田村                                            | 昭和15年4月29日 勝田町                            | 昭和29年11月1日 市制                              | 平成6年11月1日 ひたちなか市                       | ひたちなか市                                      |
|                                                   | 田彦村                                            | 田彦村                                            | 佐野村                                            | 佐野村                                            | 昭和29年11月1日 勝田町に編入                      | 平成6年11月1日 ひたちなか市                       | ひたちなか市                                      |
|                                                   | 稲田村                                            |                                                   | 佐野村                                            | 佐野村                                            | 昭和29年11月1日 勝田町に編入                      | 平成6年11月1日 ひたちなか市                       | ひたちなか市                                      |
|                                                   | 佐和村                                            |                                                   | 佐野村                                            | 佐野村                                            | 昭和29年11月1日 勝田町に編入                      | 平成6年11月1日 ひたちなか市                       | ひたちなか市                                      |
|                                                   | 高場村                                            |                                                   | 佐野村                                            | 佐野村                                            | 昭和29年11月1日 勝田町に編入                      | 平成6年11月1日 ひたちなか市                       | ひたちなか市                                      |
|                                                   | 高野村                                            |                                                   | 佐野村                                            | 佐野村                                            | 昭和29年11月1日 勝田町に編入                      | 平成6年11月1日 ひたちなか市                       | ひたちなか市                                      |
|                                                   | 足崎村                                            | 足崎村                                            | 前渡村                                            | 前渡村                                            | 昭和29年3月30日 勝田町に編入                      | 平成6年11月1日 ひたちなか市                       | ひたちなか市                                      |
|                                                   | 長砂村                                            |                                                   | 前渡村                                            | 前渡村                                            | 昭和29年3月30日 勝田町に編入                      | 平成6年11月1日 ひたちなか市                       | ひたちなか市                                      |
|                                                   | 馬渡村                                            | 明治19年 馬渡村                                   | 前渡村                                            | 前渡村                                            | 昭和29年3月30日 勝田町に編入                      | 平成6年11月1日 ひたちなか市                       | ひたちなか市                                      |
|                                                   | 六ヶ新田 の一部                                   | 明治19年 馬渡村                                   | 前渡村                                            | 前渡村                                            | 昭和29年3月30日 勝田町に編入                      | 平成6年11月1日 ひたちなか市                       | ひたちなか市                                      |
|                                                   | 前浜村                                            | 前浜村                                            | 前渡村                                            | 前渡村                                            | 昭和29年3月30日 那珂湊町に編入                    | 平成6年11月1日 ひたちなか市                       | ひたちなか市                                      |
|                                                   | 湊村                                              | 湊村                                              | 湊町                                              | 昭和13年4月1日 那珂湊町に改称                     | 昭和29年3月31日 市制                              | 平成6年11月1日 ひたちなか市                       | ひたちなか市                                      |
|                                                   | 六ヶ新田 の一部                                   | 明治19年 平磯村                                   | 平磯町                                            | 平磯町                                            | 昭和29年3月31日 那珂湊町に編入                    | 平成6年11月1日 ひたちなか市                       | ひたちなか市                                      |
|                                                   | 平磯村                                            | 明治19年 平磯村                                   | 平磯町                                            | 平磯町                                            | 昭和29年3月31日 那珂湊町に編入                    | 平成6年11月1日 ひたちなか市                       | ひたちなか市                                      |

## 人口
人口は水戸市、つくば市、日立市に次いで県内4位。1971年（昭和46年）に10万人（旧勝田市と旧那珂湊市の合計）、1999年（平成11年）に15万人を突破し、2012年（平成24年）にピークに達したが、その後は微増減を繰り返している（「茨城県の人口・面積」も参照）。
| |                                              |  |
| ひたちなか市と全国の年齢別人口分布（2005年） | ひたちなか市の年齢・男女別人口分布（2005年） |  |
| ■紫色 ― ひたちなか市 ■緑色 ― 日本全国 | ■青色 ― 男性 ■赤色 ― 女性                    |  |
| ひたちなか市（に相当する地域）の人口の推移 \| 1970年（昭和45年） \| 99,627人 \| \| \| 1975年（昭和50年） \| 113,143人 \| \| \| 1980年（昭和55年） \| 125,945人 \| \| \| 1985年（昭和60年） \| 135,774人 \| \| \| 1990年（平成2年） \| 142,402人 \| \| \| 1995年（平成7年） \| 146,750人 \| \| \| 2000年（平成12年） \| 151,673人 \| \| \| 2005年（平成17年） \| 153,639人 \| \| \| 2010年（平成22年） \| 157,060人 \| \| \| 2015年（平成27年） \| 155,689人 \| \| \| 2020年（令和2年） \| 156,581人 \| \| |                                              |  |
| 総務省統計局 国勢調査より |                                              |  |
| 1970年（昭和45年） | 99,627人                                     |  |
| 1975年（昭和50年） | 113,143人                                    |  |
| 1980年（昭和55年） | 125,945人                                    |  |
| 1985年（昭和60年） | 135,774人                                    |  |
| 1990年（平成2年） | 142,402人                                    |  |
| 1995年（平成7年） | 146,750人                                    |  |
| 2000年（平成12年） | 151,673人                                    |  |
| 2005年（平成17年） | 153,639人                                    |  |
| 2010年（平成22年） | 157,060人                                    |  |
| 2015年（平成27年） | 155,689人                                    |  |
| 2020年（令和2年） | 156,581人                                    |  |

## 行政
- 市長：大谷明（2018年11月27日就任、2期目）[31][32]

### 歴代市長
| 代   | 氏名     | 就任年月日     | 退任年月日     | 備考           |
| ---- | -------- | -------------- | -------------- | -------------- |
|      |          | 1994年11月1日  | 1994年11月27日 | 市長職務執行者 |
| 初-2 | 清水曻   | 1994年11月27日 | 2002年11月26日 | 旧勝田市長     |
| 3-6  | 本間源基 | 2002年11月27日 | 2018年11月26日 |                |
| 7-8  | 大谷明   | 2018年11月27日 |                |                |

### 国の行政機関
※2022年11月現在

#### 法務省
- 水戸地方法務局 ひたちなか法務局証明サービスセンター
- 水戸保護観察所 ひたちなか駐在官事務所
- 水戸刑務所

#### 厚生労働省
- 茨城労働局 水戸公共職業安定所 ひたちなか市地域職業相談室

#### 国土交通省
- 関東地方整備局 国営常陸海浜公園事務所
- 関東地方整備局 鹿島港湾・空港整備事務所 茨城港出張所

#### 海上保安庁
- 第三管区海上保安本部 茨城海上保安部

### 茨城県の行政機関

#### 防災・危機管理部
- 環境放射線監視センター

#### 保健医療部
- ひたちなか保健所

#### 農林水産部
- 水産試験場

#### 茨城県警察
- ひたちなか警察署

#### 茨城県教育委員会
- 笠松運動公園

## 議会

### 市議会

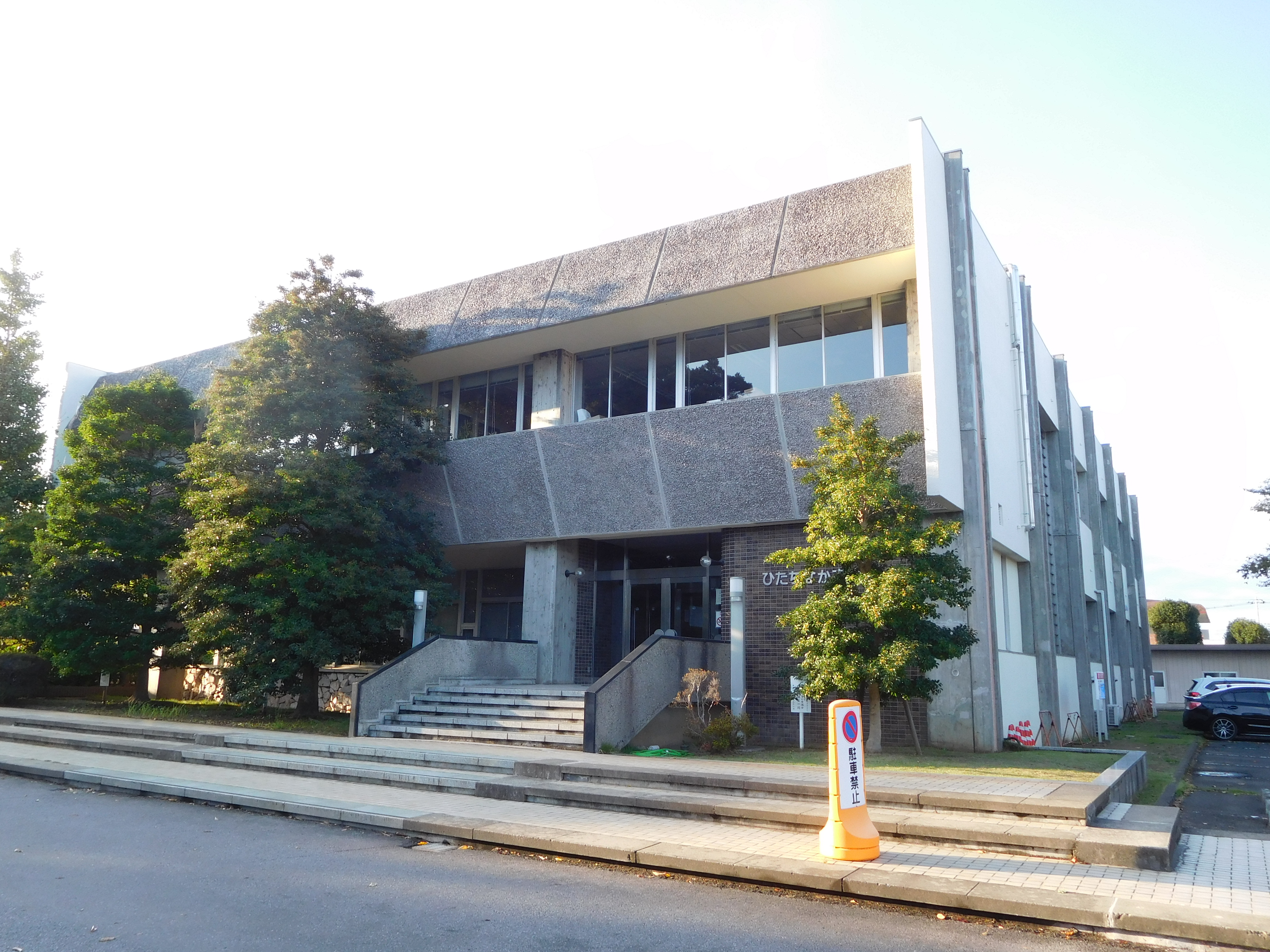
ひたちなか市議会

- 定数：25名
- 任期：2027年10月31日まで[35]

### 県議会
- 定数：3名
- 選挙区：ひたちなか市選挙区
- 任期：2023年（令和5年）1月8日 - 2027年（令和9年）1月7日[31]（「2022年茨城県議会議員選挙」参照）

| 議員名    | 会派名             | 当選回数 |
| --------- | ------------------ | -------- |
| 海野 透   | いばらき自民党     | 10       |
| 磯崎 達也 | いばらき自民党     | 3        |
| 二川 英俊 | 茨城県民フォーラム | 3        |

※2014年10月30日、大谷明がひたちなか市長選挙に出馬するために辞職。このため、ひたちなか市選挙区は2014年10月30日当時は「欠員1」であった。

### 衆議院
（出典：）
- 選挙区：茨城県第4区（常陸太田市、ひたちなか市、常陸大宮市、那珂市、久慈郡大子町[40]）
- 任期：2024年10月27日 - 2028年10月26日[41]
- 当日有権者数：129,780人
- 投票率：49.47%

| 当落 | 候補者名 | 年齢 | 所属党派     | 新旧別 | 得票数   | 重複 | 備考         |
| ---- | -------- | ---- | ------------ | ------ | -------- | ---- | ------------ |
| 当   | 梶山弘志 | 69   | 自由民主党   | 前     | 37,921票 | ○    | 推薦：公明党 |
|      | 武藤博光 | 62   | 日本維新の会 | 新     | 14,768票 | ○    |              |
|      | 吉田翔   | 27   | 日本共産党   | 新     | 9,203票  |      |              |

※当日有権者数、投票率、得票数はひたちなか市の結果のみを抽出した。
※2013年の区割変更に伴い、現在、東海村は茨城県第5区に属している。

## 産業
工業
- 日立グループ企業が多数立地している。

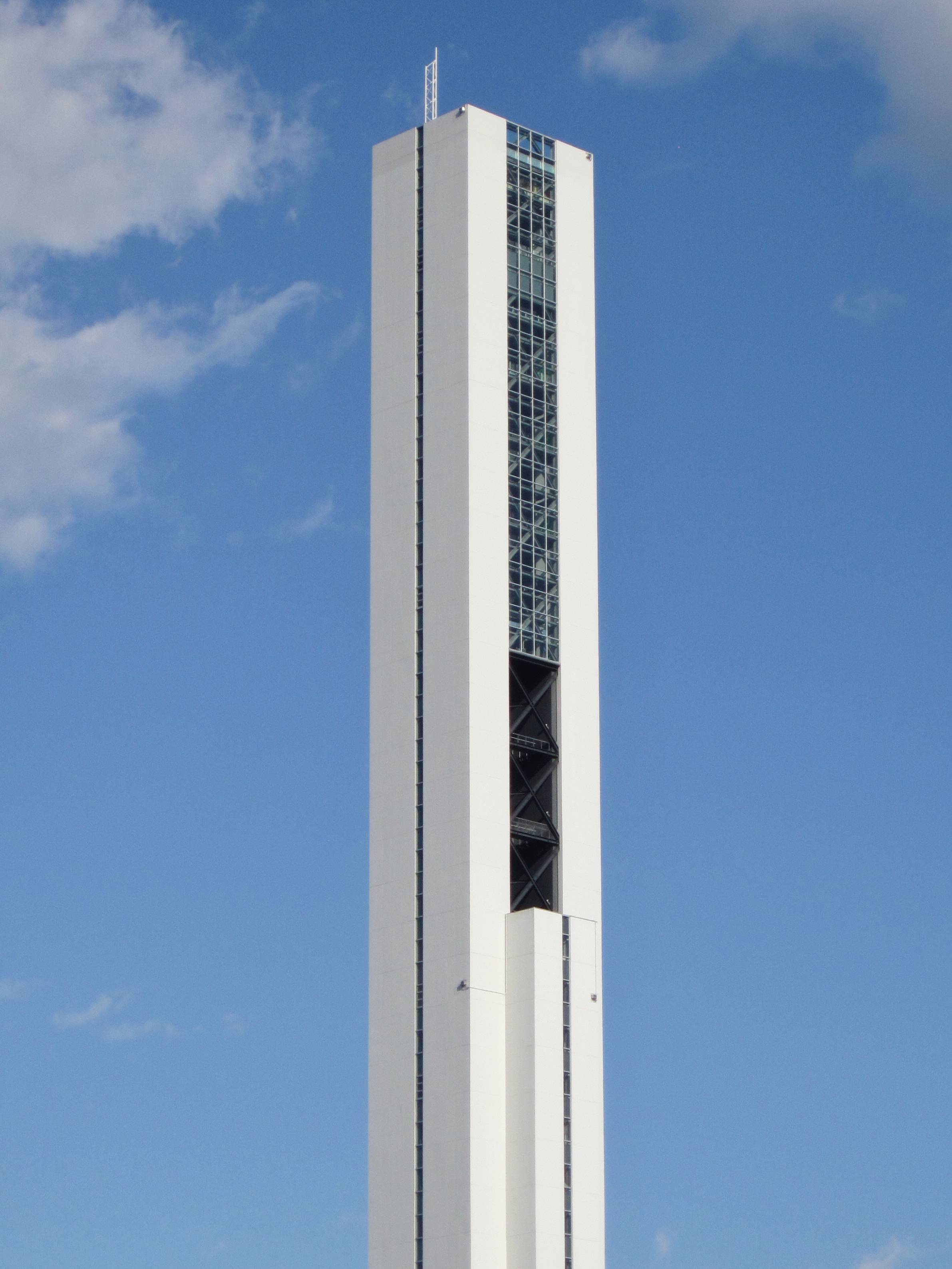
G1TOWER
エレベーター研究塔としては高さ世界一

- ひたちなか地区には建設機械メーカー（コマツ、日立建機）などの工場が立地している。

商業
- ファッションクルーズニューポートひたちなか
- コストコひたちなか倉庫店

農業
- 干しいも（乾燥芋）の生産量は日本一である[42]。

水産業
- 市内に那珂湊港、平磯港、磯崎港が存在する。
- 水産加工業が盛んで、かつては市内で水揚げされる水産物の加工を行っていたが、漁業不振による供給量の減少や生産稼働率の拡大といった要請から、アフリカからタコを輸入するなど、加工原料を輸入物へと移行し、特に煮だこ加工についてはピーク時には全国シェアの約3分の1を占めていた[43]。

## 姉妹都市・提携都市
国内
- 宮城県石巻市
  - 1966年に旧那珂湊市が旧石巻市と姉妹都市協定を締結し、2005年の石巻市の新設合併に伴い、2006年2月13日に改めて姉妹都市協定を締結[44][45]。
- 栃木県那須塩原市
  - 同じ那珂川流域の自治体として、1990年に旧那珂湊市が旧黒磯市と姉妹都市協定を締結[44][46]。その後ひたちなか市の発足に伴い1995年11月に、那須塩原市の発足に伴い2006年3月24日に改めて姉妹都市協定を締結[要出典]。

## 教育

### 高等専門学校
- 茨城工業高等専門学校

### 中等教育学校
- 茨城県立勝田中等教育学校[47]

### 高等学校
- 茨城県立勝田高等学校[注 6]
- 茨城県立勝田工業高等学校
- 茨城県立佐和高等学校
- 茨城県立那珂湊高等学校（2011年度に閉校した茨城県立那珂湊第一高等学校・茨城県立那珂湊第二高等学校が統合）
- 茨城県立海洋高等学校

### 義務教育学校
- ひたちなか市立美乃浜学園[48]

### 中学校
| - ひたちなか市立勝田第一中学校 - ひたちなか市立勝田第二中学校 - ひたちなか市立勝田第三中学校 - ひたちなか市立佐野中学校 - ひたちなか市立大島中学校 | - ひたちなか市立田彦中学校 - ひたちなか市立那珂湊中学校 |

### 小学校
| - ひたちなか市立東石川小学校 - ひたちなか市立高野小学校 - ひたちなか市立佐野小学校 - ひたちなか市立三反田小学校 - ひたちなか市立市毛小学校 - ひたちなか市立枝川小学校 - ひたちなか市立勝倉小学校 - ひたちなか市立前渡小学校 - ひたちなか市立中根小学校 - ひたちなか市立長堀小学校 | - ひたちなか市立津田小学校 - ひたちなか市立田彦小学校 - ひたちなか市立堀口小学校 - ひたちなか市立外野小学校 - ひたちなか市立那珂湊第一小学校 - ひたちなか市立那珂湊第二小学校 - ひたちなか市立那珂湊第三小学校 |

### 特別支援学校
- 茨城大学教育学部附属特別支援学校（国立大学法人茨城大学）
- 茨城県立勝田特別支援学校

### 図書館

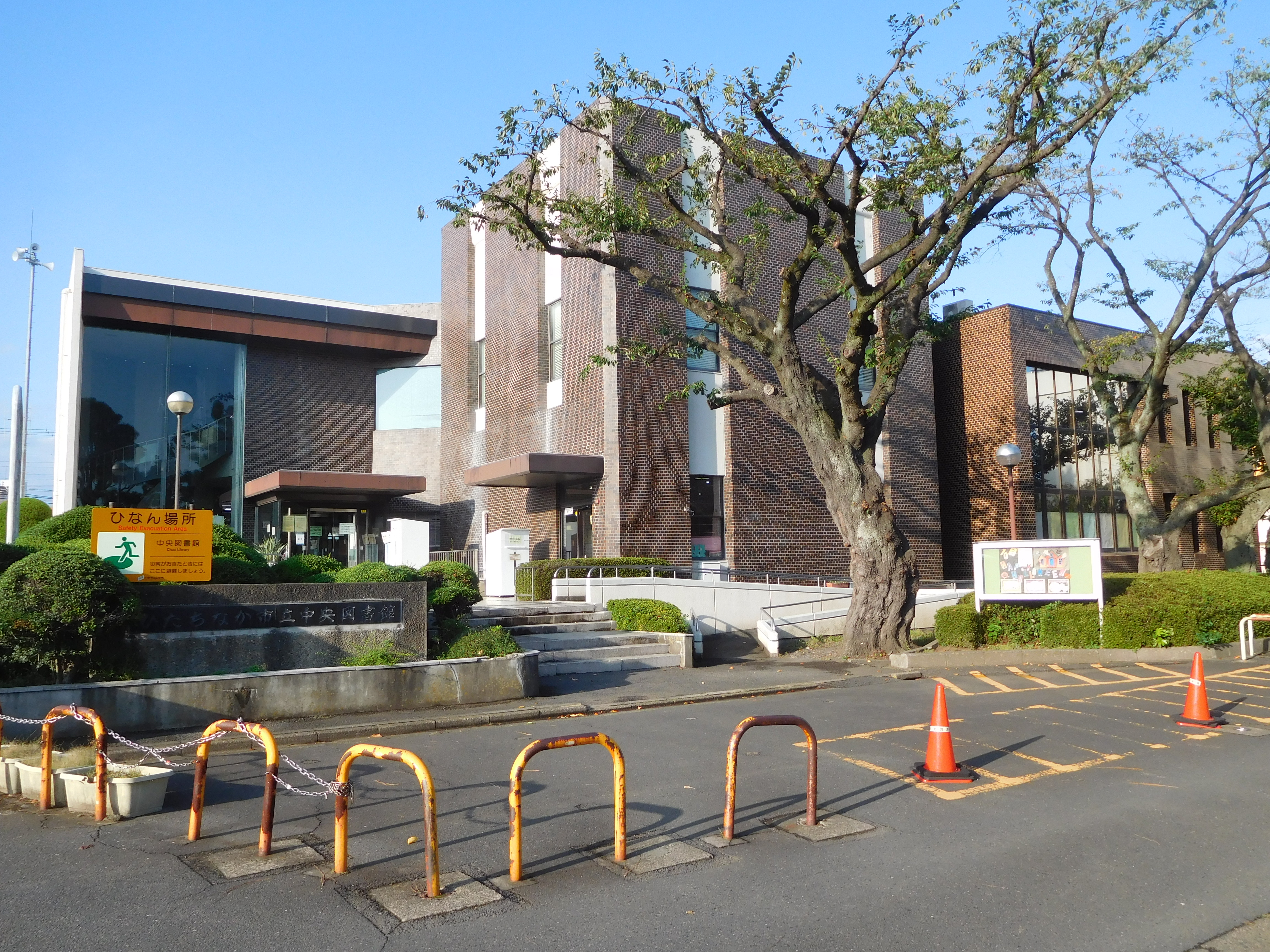
中央図書館

- ひたちなか市立図書館
  - 中央図書館
  - 中央図書館津田分室
  - 那珂湊図書館
  - 佐野図書館

### その他
- 安全運転中央研修所
- 陸上自衛隊施設学校

## 交通

### 鉄道
- 中心となる駅：勝田駅
  - 旧那珂湊市街へは、勝田駅からひたちなか海浜鉄道湊線で那珂湊駅まで14分程度[49]。

- 東日本旅客鉄道（JR東日本）
  - ■常磐線
    - 勝田駅 - 佐和駅

  - ■水郡線
    - 常陸青柳駅 - 常陸津田駅
- ひたちなか海浜鉄道
  - ■湊線
    - 勝田駅 - 工機前駅 - 金上駅 - 中根駅 - 高田の鉄橋駅 - 那珂湊駅 - 殿山駅 - 平磯駅 - 美乃浜学園駅 - 磯崎駅 - 阿字ヶ浦駅（全線市内）
      - 阿字ヶ浦駅から国営ひたち海浜公園方面への延伸が計画されており、2021年に鉄道事業法による事業認可を受けた。詳細は湊線の当該節を参照。
- 広範囲な連絡
  - 中心となる勝田駅まで、常磐線特急ひたち・ときわで東京駅から約80分、いわき駅から約60分[50]。従来、東京都心へは常磐線上野駅等での乗換を要したが、2015年3月の上野東京ライン開業により、特急列車を中心に東京駅・品川駅へ直通するようになった。また、2020年3月14日には、2011年3月11日に発生した東日本大震災（東北地方太平洋沖地震）の影響で不通になっていた富岡駅 - 浪江駅間の復旧（常磐線全線復旧）に伴い、福島県原ノ町駅・相馬駅方面、宮城県仙台駅方面に直通する特急列車の運行が約9年ぶりに再開した[51]。

### バス
- 高速バス

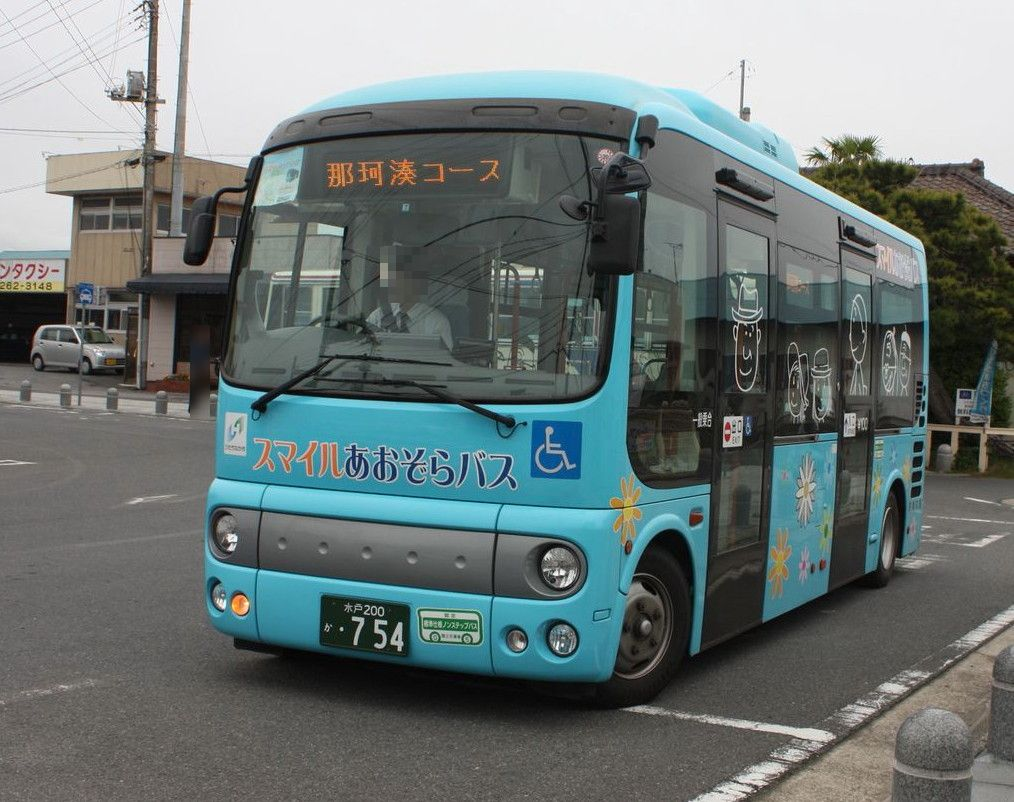
スマイルあおぞらバス（那珂湊駅にて）

  - 常磐高速バス「勝田・東海号」 東海・勝田 - 東京駅
  - 水戸・勝田 - 仙台・山形
- 一般路線バス
  - 茨城交通 - 市内に勝田営業所、那珂湊営業所が設置されている
- コミュニティバス
  - スマイルあおぞらバス
- 空港バス
  - 日立・勝田・水戸 - 成田空港
  - 日立・勝田・水戸 - 羽田空港
  - 常陸太田・勝田・水戸 - 茨城空港

### 道路
- 高速道路
  - 東水戸道路（国土開発幹線自動車道としての北関東自動車道の一部）
    - ひたちなかIC

  - 常陸那珂有料道路
    - ひたち海浜公園IC
    - 常陸那珂港IC

  - ひたちなか市内への所要時間は、東京方面から約75分、いわき方面から約80分である[50]

- 一般国道
  - 国道6号（陸前浜街道）
    - 北方面 - 東海・日立・高萩・北茨城・いわき・南相馬・相馬・仙台
    - 南方面 - 水戸・石岡・土浦・取手・柏・東京

  - 国道245号
    - 北方面 - 東海・日立
    - 南方面 - 水戸・大洗・鹿嶋

- 都道府県道
  - 茨城県道6号水戸那珂湊線
  - 茨城県道31号瓜連馬渡線
  - 茨城県道38号那珂湊那珂線
  - 茨城県道57号常陸那珂港南線
  - 茨城県道63号水戸勝田那珂湊線
  - 茨城県道108号那珂湊大洗線
  - 茨城県道172号額田南郷田彦線
  - 茨城県道232号市毛水戸線
  - 茨城県道247号常陸海浜公園線
  - 茨城県道253号水戸枝川線
  - 茨城県道265号磯崎港線
  - 茨城県道283号勝田停車場線
  - 茨城県道284号豊岡佐和停車場線
  - 茨城県道351号馬渡水戸線

### 港湾
- 茨城港常陸那珂港区（中核国際港湾・重要港湾）
- 那珂湊漁港
- 磯崎漁港

## 宗教

### 神道
- 酒列磯前神社
- 堀出神社

## 名所・旧跡・観光スポット・祭事・催事
名所・旧跡・観光スポット
- 国営ひたち海浜公園
- 虎塚古墳
- 十五郎穴
- 那珂湊おさかな市場（いちば）
- 阿字ヶ浦海水浴場
- 平磯海水浴場
- 姥の懐（うばのふところ）マリンプール
- 那珂湊反射炉跡

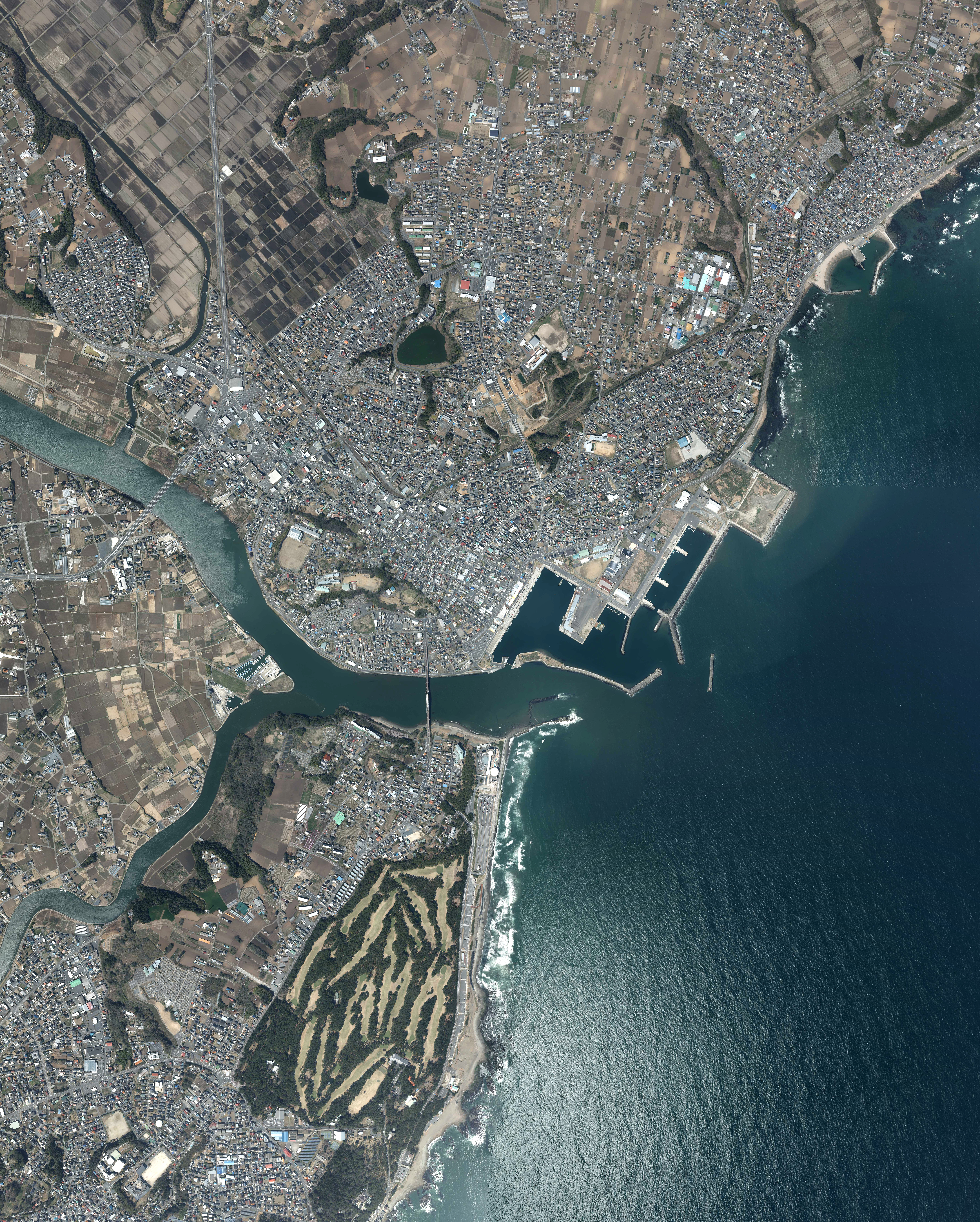
那珂湊漁港と旧那珂湊市中心部周辺の空中写真。那珂川と涸沼川の合流する河口付近に位置している。
2022年4月8日撮影の8枚を合成作成。。

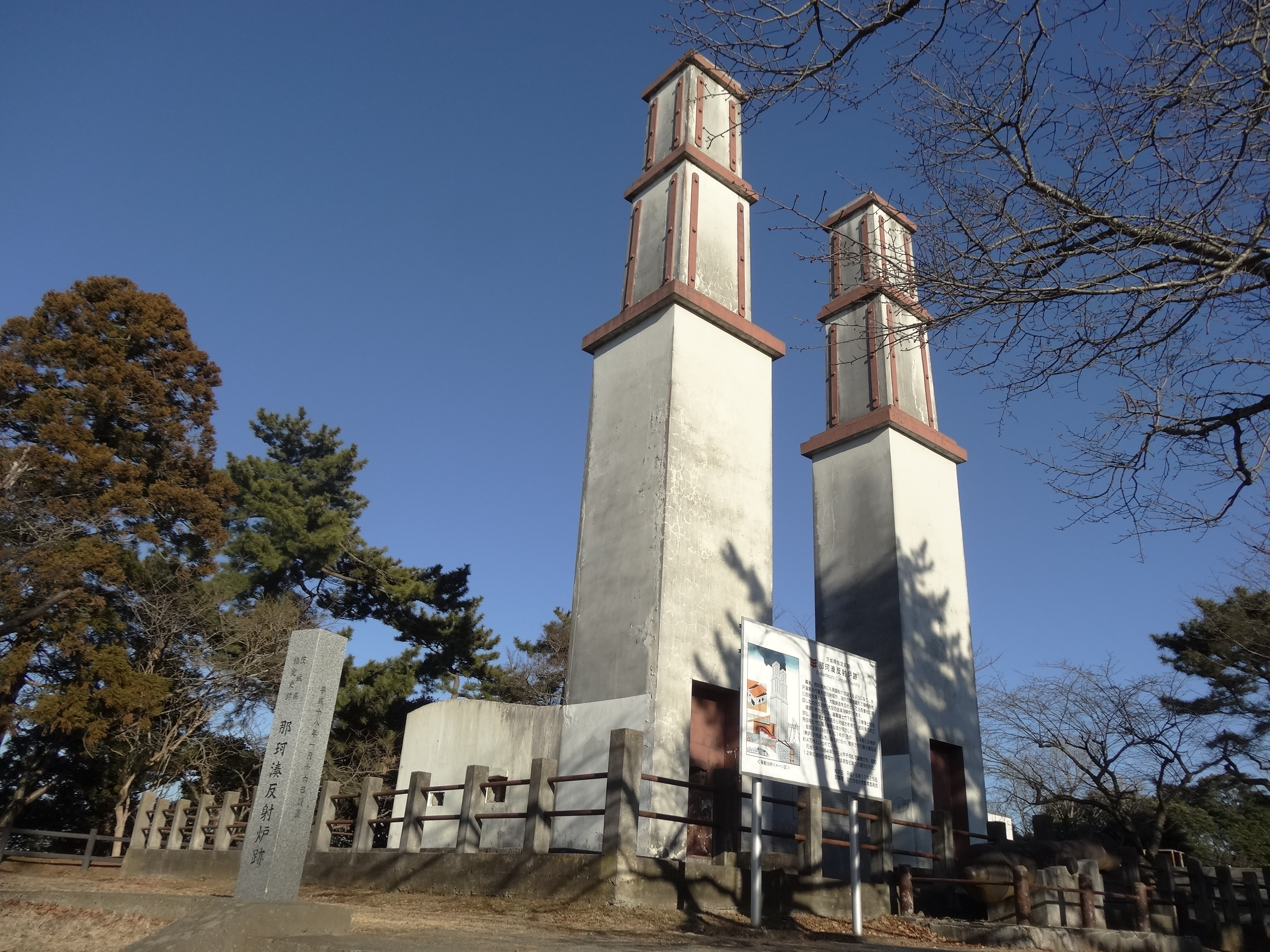
那珂湊反射炉跡（反射炉は復元されたもの）

- 夤賓閣跡（いひんかくあと）（現在は湊公園〈ひたちなか市湊中央1-1〉）[52]
- 水門帰帆（みなとのきはん）の碑（水戸八景のひとつ）
- 埋蔵文化財調査センター[53]
- 山上門[54]
- 武田氏館[55]
- ひたちなか市総合運動公園
  - ひたちなか市民球場
  - ひたちなか市総合運動公園陸上競技場
- 笠松運動公園（那珂市・東海村にまたがる）

祭事・催事
- ひたちなか祭り（旧かつた祭り）：ひたちなか市を代表する市民祭り。8月中旬頃[56]。
  - 花火大会：約3000発の花火が打ち上げられる[57]。
- みなと八朔（はっさく）祭り（那珂湊天満宮御祭禮）：市の無形民俗文化財に指定。8月（隔年）開催[56]。
- 平磯町三社祭（潮祭）：市の無形民俗文化財に指定。8月（3年に一度）開催[56]。
- 那珂湊海上花火大会：那珂湊おさかな市場付近で9月上旬頃に開催される。約1000発の花火が打ち上げられる[57]。
- 阿字ヶ浦海岸花火：阿字ヶ浦海岸で10月頃に開催[57]。
- みなとメディアミュージアム：那珂湊で開催されるアートイベント。8月頃隔年開催[58]。
- ひたちなか市産業交流フェア：市内の産業が一堂に会する秋のイベント。11月上旬頃、ひたちなか市総合運動公園で開催[58]。
- みなと産業祭：那珂湊漁港で10月下旬頃開催[58]。
- 勝田全国マラソン：全国から1万人を超えるランナーが参加。1月最終日曜日開催[58]。
- ひたちなかフラフェスティバル：大型フラエキシビション。5月中旬頃、「ひたちなか・大洗・東海PRの日」と同時開催[59]。
- ひたちなか海浜鉄道開業記念祭：ひたちなか海浜鉄道の開業を祝うお祭り。6月中旬頃開催[59]。
- LuckyFes：国営ひたち海浜公園で開催される野外音楽フェスティバル。7月中旬頃開催[59]。
- 全国高校生アマチュアバンド選手権 TEENS ROCK IN HITACHINAKA：高校生バンドの頂点を決めるイベント。8月中旬頃開催[59]。

名産品
- 干しいも（乾燥芋）
- 海産物（カツオ[60]など）

## 著名な出身者
- 遠藤賢司 - シンガーソングライター、ミュージシャン
- 山口那津男 - 第3代公明党代表、参議院議員
- 鬼澤邦夫 - 常陽銀行頭取、茨城県公安委員会委員長
- 志賀賢太郎 - プロレスラー
- 池内博之 - 俳優
- 黒沢かずこ - お笑いトリオ・森三中のリーダー
- 那波多目功一 - 日本画家
- 田村英里子 - 女優
- 19代式守伊之助 - 大相撲の立行司
- 大内山平吉 - 力士（最高位は大関）
- 武石浩玻 - 飛行家
- 加藤正将 - カーレーサー
- 鎌田雅人 - 音楽プロデューサー、ミュージシャン、作曲家
- 阿部裕太 - バレーボール選手（サントリー・サンバーズ所属）
- 黒澤清 - 会計学者
- 国分優作 - 騎手
- 国分恭介 - 騎手
- 武双山正士 - 元力士、旧勝田市生まれ
- イカルス渡辺 - ミュージシャン
- 愛風ゆめ - 元宝塚歌劇団月組娘役
- 末延隆成 - 元陸上自衛官
- 髙橋優貴 - プロ野球選手
- 藤咲淳一 - 脚本家､ アニメ監督
- 宮田かずこ - 元女優、旧勝田市
- 安直樹 - 車いすフェンシング選手（元車いすバスケットボール選手）
- 風間出羽守 - 風魔小太郎のモデルの1人、「中ノミナト」の風間出羽守
- 打越裕樹 - NHKアナウンサー
- 鈴木誉志男 - サザコーヒー創業者、旧勝田町生まれ
- 鈴木太郎 - サザコーヒー代表取締役、旧勝田市生まれ
- 坂場三男 - 外交官

## 関連作品
- NHK教育テレビ『たんけんぼくのまち』（1986年4月～1988年3月）は、合併前の那珂湊市を舞台としている。
- モーニング娘。の主演映画、『ピンチランナー』（2000年5月20日公開）は同市で撮影された。それまで行われていなかった少女駅伝などのイベントまで開催された。
- 踊る大捜査線シリーズで知られる本広克行が監督を務める青春映画『幕が上がる』では、一部のシーンが同市で撮影された（2015年2月28日公開）。